# Željko Milinovič
Željko Milinovič est un footballeur international slovène né le 12 octobre 1969 à Ljubljana qui évoluait au poste de libéro.

## Biographie
Il devient sélectionneur adjoint de l'équipe de Slovénie en janvier 2013.